# Новопавловка (Красноперекопский район)
Новопа́вловка (укр. Новопавлівка , крымскотат. Adiy Qıyğaç, Адий Къыйгъач) — село в Красноперекопском районе Республики Крым, центр Новопавловского сельского поселения (согласно административно-территориальному делению Украины — Новопавловского сельского совета Автономной Республики Крым).

## Население
| 2001 | 2014 |
| ---- | ---- |
| 1024 | ↘874 |

Всеукраинская перепись 2001 года показала следующее распределение по носителям языка
| Язык             | Процент |
| ---------------- | ------- |
| русский          | 36.91   |
| крымскотатарский | 33.01   |
| украинский       | 29.59   |
| другие           | 0.2     |

### Динамика численности
| - 1900 год — 90 чел. - 1915 год — 179/24 чел. - 1926 год — 115 чел. - 1989 год — 873 чел. | - 2001 год — 1024 чел. - 2009 год — 930 чел. - 2014 год — 874 чел. |

## Современное состояние
На 2017 год в Новопавловке числится 7 улиц; на 2009 год, по данным сельсовета, село занимало площадь 268 гектаров, на которой в 357 дворах проживало 930 человек. В селе действует детский сад «Ивушка», средняя общеобразовательная школа, дом культуры, библиотека, амбулатория общей практики — семейной медицины, отделение Почты России, православный храм праведного Иоанна Кронштадтского. Село газифицировано, Новопавловка связана автобусным сообщением с райцентром, городами Крыма и соседними населёнными пунктами.

## География
Новопавловка расположена на юго-востоке района в степном Крыму, по правому берегу балки Чатырлык недалеко от устья, высота центра села над уровнем моря — 7 м. Ближайшие сёла: Привольное на другом берегу балки, Братское в 3 км на юго-восток и Долинка в 2,5 км на восток. Расстояние до райцентра — около 21 километра (по шоссе), ближайшая железнодорожная станция — Воинка (на линии Джанкой — Армянск) — примерно 11 километров. Транспортное сообщение осуществляется по региональной автодороге 35Н-284 Новопавловка — Долинка (по украинской классификации — С-0-10713).

## История
Впервые в доступных источниках деревня встречается в «…Памятной книжке Таврической губернии на 1900 год», согласно которой в Ново-Павловке Воинской волости Перекопского уезда, составлявшей Ново-Павловское сельское общество, числилось 90 жителей в 12 дворах. По Статистическому справочнику Таврической губернии. Ч.II-я. Статистический очерк, выпуск пятый Перекопский уезд, 1915 год, в деревне Ново-Павловка Воинской волости Перекопского уезда числилось 29 дворов (27 дворов с землёй, 2 — безземельные) с польским населением в количестве 179 человек приписных жителей и 24 «посторонних», из которых 109 мужчин и 94 женщины. Жители владели 306 десятинами удобной земли. В хозяйствах имелось 103 лошади, 9 волов, 75 коров и 58 голов мелкого скота.
После установления в Крыму Советской власти, по постановлению Крымревкома от 8 января 1921 года № 206 «Об изменении административных границ» была упразднена волостная система, Перекопский уезд переименовали в Джанкойский, в котором был образован Ишуньский район, в состав которого включили село, а в 1922 году уезды получили название округов. 11 октября 1923 года, согласно постановлению ВЦИК, в административное деление Крымской АССР были внесены изменения, в результате которых округа были отменены, Ишуньский район упразднён и село вошло в состав Джанкойского района. Согласно Списку населённых пунктов Крымской АССР по Всесоюзной переписи 17 декабря 1926 года, в селе Ново-Павловка, Ишуньского сельсовета Джанкойского района, числилось 22 двора, все крестьянские, население составляло 115 человек, из них 51 украинцев, 6 русских, 3 чеха, 1 армянин, действовала русская школа. Постановлением ВЦИК от 30 октября 1930 года был восстановлен Ишуньский район и село, вместе с сельсоветом, включили в его состав. В 1930-е годы в Новопавловке был создан колхоз «Парижская коммуна» (в послевоенное время — «Красный Черноморец»). Постановлением Центрального исполнительного комитета Крымской АССР от 26 января 1938 года Ишуньский район был ликвидирован и создан Красноперекопский район с центром в поселке Армянск (по другим данным 22 февраля 1937 года), в который вошла Новопавловка. На подробной карте РККА северного Крыма 1941 года в Ново-Павловке отмечено 39 дворов.

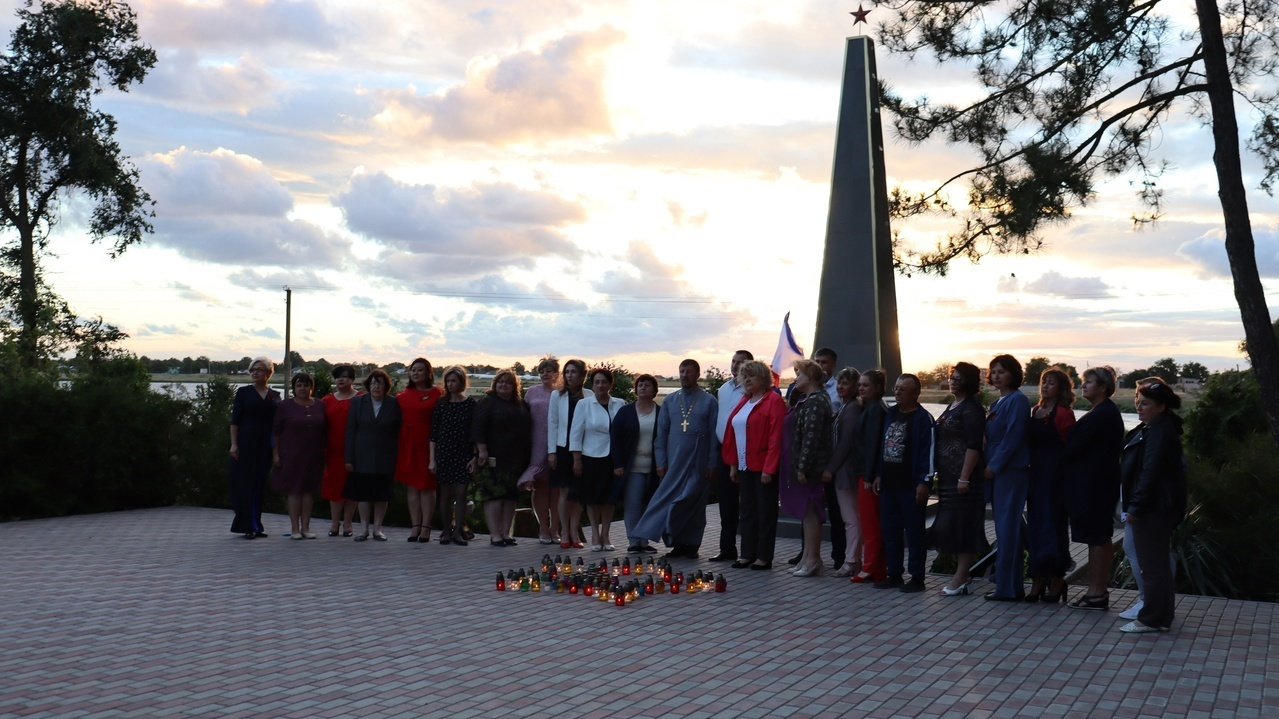
Мемориал на братской могиле

В годы Великой Отечественной войны, при обороне Крыма в октябре 1941 года, в окрестностях села на Ишуньских позициях шли оборонительные бои, в которых погибли воины 157-й и 172-й стрелковых дивизий. Во время освобождения Крыма в боях за село 12 апреля 1944 года погибли воины 257-й дивизии 51-й армии. Павшие были захоронены в могилах на местах боёв, откуда в 1968 году были перезахоронены в общую братскую могилу в центре села, на которой был установлен 5-метровый обелиск на постаменте. Постановлением Совета министров Республики Крым № 627 от 20 декабря 2016 года памятник отнесён к категории объектов культурно-исторического наследия России регионального значения.
С 25 июня 1946 года Новопавловка в составе Крымской области РСФСР. В 1951 году небольшие колхозы объединились в колхоз «Красное Знамя». С 1953 года началось организованное заселение села жителями других областей Украины и России. 26 апреля 1954 года Крымская область была передана из состава РСФСР в состав УССР. В 1959 году колхоз «Красное Знамя» вошёл в совхоз «Воинский», а 15 апреля 1963 года создан совхоз «Новопавловский». К 1960 году к селу присоединили соседнее Соболево, поскольку на 15 июня 1960 года оно уже числилось в списках (согласно справочнику «Крымская область. Административно-территориальное деление на 1 января 1968 года» — в период с 1954 по 1968 годы). Время включения в Воинский сельсовет пока не выяснено: на 15 июня 1960 года село уже числилось в его составе. На 1968 год Новопавловка входила в состав Братского сельского совета, с 1975 года село — центр сельсовета. По данным переписи 1989 года в селе проживало 873 человека. С 12 февраля 1991 года село в восстановленной Крымской АССР, 26 февраля 1992 года переименованной в Автономную Республику Крым. С 21 марта 2014 года в составе Крыма аннексирована Россией.